# 小行星90830
小行星90830（90830 Beihang）是一颗绕太阳运转的小行星，为主小行星带小行星。该小行星于1995年10月19日发现。
該小行星以中國北京航空航天大學的簡稱「北航」命名。

## 轨道参数
小行星90830的轨道半长轴为413 342 661 km，2.7629857 UA，离心率为0.071。